# Bogdan Jalowietzki
Bogdan Jalowietzki (* 13. Dezember 1967 in Kattowitz, Polen) ist ein ehemaliger deutscher Volleyball-Nationalspieler und derzeitiger -trainer.

## Karriere
Der in Schlesien geborene Bogdan Jalowietzki begann mit dem Volleyball 1982 in seiner Heimat bei GKS Katowice. 1987 ging Jalowietzki nach Deutschland zum Regionalligisten MTV Mettmann. Wegen seines deutschen Großvaters erhielt er problemlos die deutsche Staatsbürgerschaft. Nach einem halben Jahr 1988 beim Bundesligisten Bayer Leverkusen wechselte Jalowietzki zum Ligakonkurrenten Moerser SC, mit dem er sehr erfolgreich war. 1990 gewann er den europäischen CEV-Pokal und wurde Deutscher Vizemeister, 1991 gewann er den DVV-Pokal und wurde erneut Deutscher Vizemeister, 1992 belegte er Platz drei im Europapokal der Pokalsieger und wurde Deutscher Meister, 1993 gewann er erneut den DVV-Pokal. 1995 wechselte Bogdan Jalowietzki an den Bodensee zum VfB Friedrichshafen, bei dem er schnell zum Führungsspieler wurde. Er war hier für zehn Jahre einer der besten Blockspieler Deutschlands und wurde regelmäßig in den Ranglisten des Volleyball Magazins auf Spitzenpositionen gewählt. Sechs Deutsche Meisterschaften, drei Vizemeisterschaften sowie sieben DVV-Pokalsiege gelangen Jalowietzki in dieser Zeit. Hinzu kamen ein zweiter und ein dritter Platz in der Champions League. 2005 beendete Bogdan Jalowietzki mit seinem fünften „Double“ seine Karriere.
Zwischen 1992 und 2003 bestritt Jalowietzki für die deutsche Nationalmannschaft 122 Länderspiele.
Seit 2009 ist Bogdan Jalowietzki Co-Trainer der Friedrichshafener Volley YoungStars, bei denen auch sein Sohn Jan in der Zweiten Bundesliga spielte.